# Nimbuzz
Nimbuzz is een chatapplicatie met VoIP-mogelijkheden gemaakt door Nimbuzz Internet India Pvt. Ltd, gevestigd in India en Nederland.
Het programma is beschikbaar voor Android, iOS, Blackberry, Windows, Windows Phone, Nokia, Symbian en Mac OS X. Er is ook een webversie.

## Concurrentie
De grootste concurrent van Nimbuzz is Ebuddy. Ebuddy heeft geen VoIP, maar daartegenover staat dat er geen registratie nodig is. Ook Skype vormt een concurrent aangezien beide programma's de mogelijkheid bevatten om te bellen naar het buitenland tegen lage tarieven.